# Куранах-Юрях (приток Омолоя)
Кура́нах-Юря́х (также Кураанах-Юрэх, в верховьях — Алтан; якут. Кураанах Үрэх)) — река в России, протекает по территории Булунского улуса Якутии. Длина реки составляет 126 км (от истока Сеймчана — 183 км, от истока Нёлу — 203 км). Площадь водосборного бассейна равняется 7520 км².
Река образуется путём слияния рек Нёлу и Кусаган-У на восточных склонах хребта Орулган на высоте более 358 м над уровнем моря. Течёт преимущественно на северо-восток в широкой долине между хребтом Оргулан на западе и Сиетинденским хребтом на востоке в системе Верхоянского хребта. В нижнем течении, выйдя на равнину, протекает по лесотундре с преобладанием лиственницы. Для реки характерны перекаты, шиверы и осерёдки. Впадает в Омолой по левому берегу на отметке 63 м над уровнем моря, в 279 км от устья Омолоя, выше впадения в неё реки Арга-Юрях. Перед устьем имеется несколько бродов, где ширина реки составляет от 68 до 430 м при глубине 0,8 м; скорость течения в низовьях — 1,5 м/с. Населённые пункты на реке отсутствуют, в районе устья — нежилое село Кериске. Замерзает с начала октября по начало июня.

## Основные притоки
Указаны поименованные притоки длиной 30 км и более
| Название    | Расстояние от устья | Длина | Положение |
| ----------- | ------------------- | ----- | --------- |
| Кумахтах    | 22                  | 82    | правый    |
| Тас-Балаган | 36                  | 36    | левый     |
| Ыстаннах    | 74                  | 46    | левый     |
| Куобахчан   | 92                  | 48    | левый     |
| Сеймчан     | 95                  | 88    | правый    |
| Кусаган-У   | 126                 | 46    | левый     |
| Нёлу        | 126                 | 77    | правый    |

## Данные водного реестра
По данным государственного водного реестра России и геоинформационной системы водохозяйственного районирования территории РФ, подготовленной Федеральным агентством водных ресурсов:
- Бассейновый округ — Ленский;
- Речной бассейн — Яна;
- Речной подбассейн — Яна ниже впадения Адычи;
- Водохозяйственный участок — Реки бассейна моря Лаптевых от границы бассейна реки Лены на западе до границы бассейна реки Яна на востоке;
- Код водного объекта — 18040300312117700003470.